# Huljesjön, Småland
Huljesjön är en sjö i Ljungby kommun i Småland och ingår i Lagans huvudavrinningsområde. Sjön har en area på 0,421 kvadratkilometer och ligger 148,9 meter över havet. Sjön avvattnas av vattendraget Skålån (Storån).

## Delavrinningsområde
Huljesjön ingår i det delavrinningsområde (631385-139285) som SMHI kallar för Nedlagd mätstation. Medelhöjden är 155 meter över havet och ytan är 8,32 kvadratkilometer. Räknas de 87 avrinningsområdena uppströms in blir den ackumulerade arean 1 427,73 kvadratkilometer. Skålån (Storån) som avvattnar avrinningsområdet har biflödesordning 2, vilket innebär att vattnet flödar genom totalt 2 vattendrag innan det når havet efter 124 kilometer. Avrinningsområdet består mestadels av skog (62 procent) och jordbruk (17 procent). Avrinningsområdet har 0,42 kvadratkilometer vattenytor vilket ger det en sjöprocent på 5 procent.